# Martin Zupanc
Martin Zupanc, slovenski strokovnjak za živinorejo in publicist, * 21. oktober 1879, Gotovlje, † 13. januar 1951, Maribor.

## Življenje in delo
Zupanc je po končani osnovni šoli obiskoval dveletno kmetijsko šolo v Grottenhofu pri Gradcu (1897–1900). Po odsluženi vojaščini je bil 1904–1920 v Gradcu pri štajerskem deželnem odboru asistent potujočega učitelja za živinorejo M. Jelovška, 1920–1924 potujoči učitelj v Celju, 1924–1928 inšpektor za živinorejo v Mariboru, 1928–1941 okrajni kmetijski referent za Maribor-desni breg. Med vojno so ga Nemci upokojili, po osvoboditvi je bil do 1950 svetovalec za živinorejo pri Okrajni zadružni zvezi v Mariboru.
Zupanc je več let  vodil selekcijo štajerske kokoši, ustanavljal rejska središča, zagovarjal ohranjanje domačih pasem (pomursko in marijadvorsko govedo) ter vzgajal mlade strokovnjake (J. Zidanšek, B. Wenko). Uvršča se med najzaslužnejše živinorejce starejše generacije. 
Napisal je več strokovnih člankov in jih objavljal mdr. v Kmetovalcu (1921: Solčavsko-jezerska ovca; 1931: Cenitev teže pri teletih oz. mladi govedi; Govedoreja se ne izplača; Kako določiti težo sena na skednju; 1935: Nekaj o govejem hlevu; 1936: Merjasec »Kralj David 33«) in drugih listih.